# Atlantikwall Raversyde
Das Freilichtmuseum Atlantikwall Raversyde ist ein Museum in Belgien, welches die Bunkeranlagen der deutschen Armee zur Sicherung der Küste Flanderns im Ersten und Zweiten Weltkrieg begehbar macht und die Aufgaben und die Ausrüstung der Besatzung der Küstenbatterien zeigt.

## Museumsangebot
Der Rundgang beginnt mit zwei Geschützen und einem deutschen Torpedo im Hof in dem auch zwei weitere alte Gebäude stehen. Hier lebte von 1950 an der belgische Prinzregent Karl von Belgien. Man kann einen Blick in seine ehemaligen Räume werfen. Er war die treibende Kraft, die dafür sorgte, dass die Artilleriebatterien nach dem Krieg nicht zurückgebaut, beziehungsweise zerstört wurden.
Im Eingangsbereich des Museums gibt es einen kleinen Bereich mit Literatur und Souvenirs. Im größeren ersten Raum dahinter sind eine Enigma-Kodiermaschine, eine deutsche Seemine, ein großer deutscher 4-m-Entfernungsmesser und ein 60-cm-Suchscheinwerfer 36 ausgestellt, die man durch einen Zaun aus Bewehrungsstäben für Betonarbeiten betrachten kann. Um diese Ausstellungsinsel sind 4 interaktive Displays mit je zwei Hörmuscheln platziert. An der hinteren Wand werden die Audioguides des Museums ausgegeben und erklärt. Die Tour ist im Bereich der Anlage des Ersten Weltkriegs elektronisch gesteuert und im Bereich der Tour zum Zweiten Weltkrieg ruft man die Erläuterungen zu den Objekten entsprechend der Zahlen des jeweiligen Standorts ab.
Nach dem Betreten des Museums finden sich noch einzelne Geschütze und Objekte:
- 4-cm-Bofors (Schiffslafette)
- Deutscher Torpedo Typ G7aT1 Baujahr 1944
- 47-mm-QF-3-pdr-Hotchiss Schiffsgeschütz Baujahr ca. 1900 mit Sockellafette
- 2-cm-Flak 38 späte Ausführung auf Sd.Ah. 51
- 3-inch-Flugabwehrkanone H.A. Mk IV A (20 cwt) Baujahr 1916 ohne Lafettierung
- Deutsche See-Grundmine Typ A Baujahr 1944 (Oberer Teil)

Im Rundweg findet sich ein weiteres Gebäude, welches ein grünes Karo-Muster auf dem gesamten Gebäude aufweist. Dieses nach dem Krieg als Künstler-Atelier verwendete Gebäude, enthält heute Informationen und Objekte zum Ersten Weltkrieg und wurde 2015 von einer belgischen Künstlerin in der heutigen äußeren Präsentationsform gestaltet.

## Radargerät Würzburg Riese

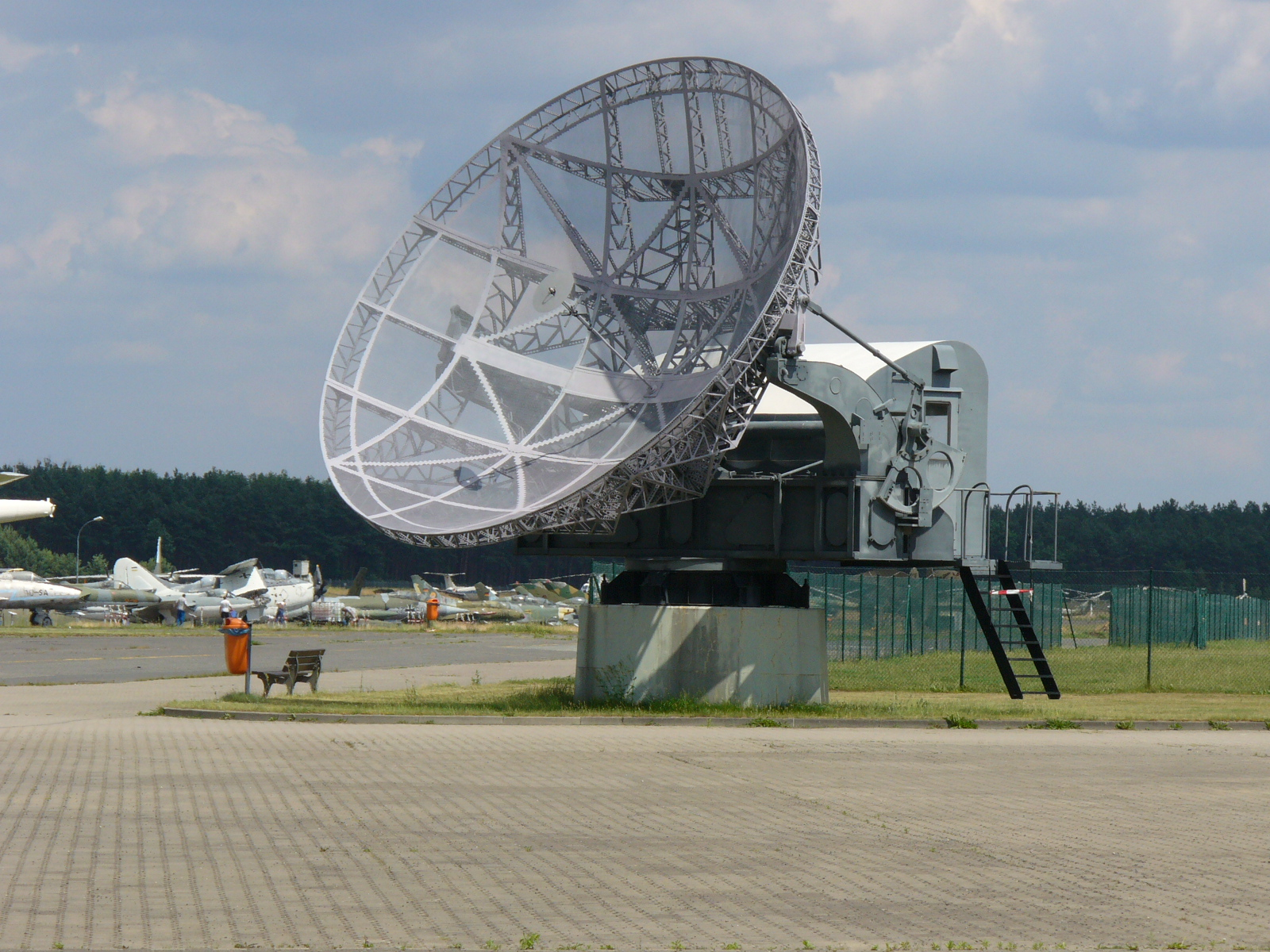
Würzburg Riese ausgestellt in Berlin

An der Straße von Oostende nach Middelkerke, der N318, steht auf der Seeseite am Parkplatz des Museums ein Nachbau eines Radargerät Würzburg Riese auf einem Eisenbahnwagon. Auf älteren Fotos des Museums ist die im Gelände liegende Radarschüssel und auch ein alter Eisenbahnwagon ohne Aufbau erkennbar.

## Batterie Aachen
Im nördlichen Teil werden die Überreste der Batterie Aachen aus dem Ersten Weltkrieg präsentiert.
Das Gelände gehörte vor der deutschen Besetzung 1914 der königlichen Familie und 1904 war von König Leopold II dort ein Landhaus in Holzbauweise errichtet worden, was auch als „Chalet de S.M. le Roi“ bezeichnet wurde. Noch 1913 war dort der österreichische Erzherzog Franz-Ferdinand zu Besuch gewesen. Das Landhaus wurde im Herbst 1914 durch die deutschen Truppen in Brand gesteckt, um dort eine Artilleriebatterie zu errichten. Ebenso wurden zwei Leuchtfeuer im Gelände der Batterie entfernt, da diese einem Gegner als Zielhilfen dienen konnten.
Die ab 1915 errichtete Batterie umfasste vier Geschütztürme im Kaliber 15 cm in offenen, betonierten Bettungen, die rundum mit einer Reichweite von 18 km wirken konnten und während des Krieges auch gegen Ziele an der flandrischen Front eingesetzt wurden. Bis zur Front errichtete das Kaiserreich bis zum Kriegsende 35 Batterien in unterschiedlichsten Kalibern, die vom deutschen Marine-Korps angehörten.
Die betonierten, tiefliegenden Bettungen der Geschütze hatten je links und rechts hinter dem Geschütz einen Aufzug für die Munition und in der Mitte einen Aufgang. Die zwei Beobachtungsstände der Batterie waren ebenfalls in Beton ausgeführt, wobei der westliche Stand die Kommunikationszentrale enthielt. Signale wurden innerhalb der Batterie während des Krieges auch mit der hinter dem Entfernungsmesse in einem Gerüst montierten Alarmglocke übermittelt.
Der große Entfernungsmesser, stand beim Bau der Batterie zuerst mit einer Sprachrohrverbindung auf dem Beobachtungsbunker und wurde erst 1917 im offenen Gelände positioniert, nachdem auch eine Fernmelde-Linie mit der Batterie Deutschland in Bredene für die Feuerleitung bestand. Man nutzte die Gelegenheit den Beobachtungsstand mit einer zusätzlichen Betonierung auf dem Dach zu versehen.
Wohngebäude und sonstige Gebäude waren hinter den Dünen in Holzbauweise ausgeführt. Später ab 1916 wurden Beton-Unterstände für die Mannschaften und die Munition errichtet, da die Batterie mehrfach beschossen wurde. Ein Mannschaftsbunker ist heute noch zu besichtigen.
Der Haupteingang der Batterie war zum Seedeich hin gelegen und war mit zwei angeschwemmten Minen, die in entschärftem Zustand als Blumenschalen dienten, dekoriert.
Hinter den Geschützstellungen verlief eine Feldbahn, welche die Geschützstellungen mit Munition versorgen konnte und aus dem Landesinneren kam.
Von ursprünglich drei Brunnen für die Trinkwasserversorgung, welche die Mannschaften selber errichtet hatten, ist heute noch der Barbara-Brunnen zu sehen.
Im Oktober 1918 besetzten alliierte Truppen die Batterie, nachdem sich die Besatzung zurückgezogen hatte und die Geschütze gesprengt worden waren. Der belgische König Albert I besichtigte die Anlage auf seinem Grundstück (Domaine) am 28. Oktober und nochmals am 9. November 1918.

## Batterie Saltzwedel Neu

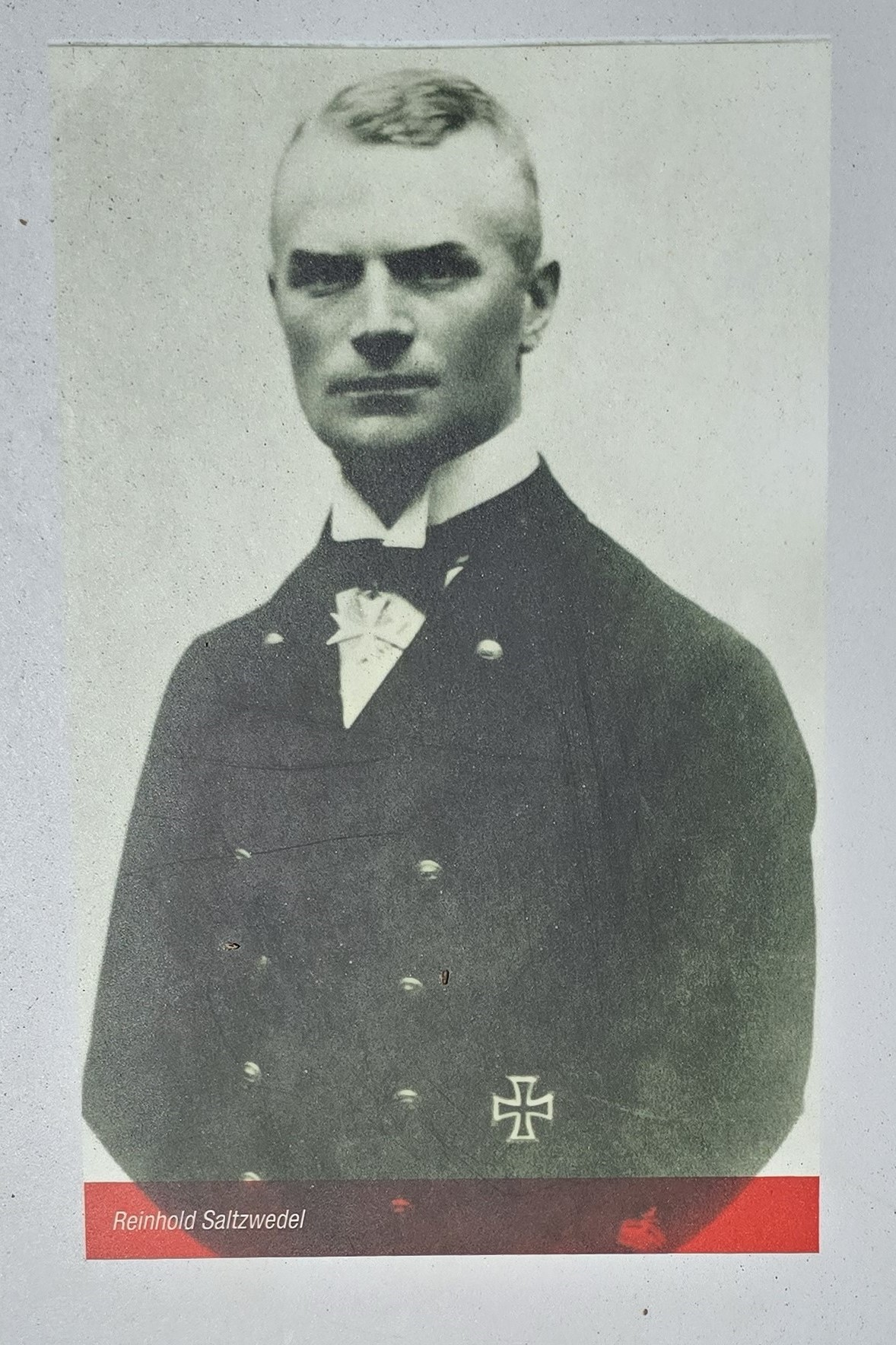
Reinhold Saltzwedel (1889–1917) – Namensgeber der Batterie 1940

Durch die Marine-Artillerie-Abteilung 204 wurde ab 1940 südwestlich an die ehemalige Batterie Aachen anschließend mit dem Bau einer neuen Batterie begonnen.

### Bewaffnung
Im südlichen Abschnitt findet sich die in großem Umfang erhaltene Batterie Saltzwedel Neu, welche nach Einstellung der Kämpfe im Westen als Küstenschutz für den Hafen Ostende mit vier offenen Rundumfeuer-Stellungen (360° Seitenrichtbereich), bestückt mit vier von vermutlich 24 in Belgien erbeuteten 120-mm-Geschützen vom Typ Canon de 120 L Modele 1931, errichtet wurde. Das Geschütz wurde von der Wehrmacht als 12-cm-Kanone 370 (b) geführt.
Hinzu kamen im Verlauf des Krieges neue geschlossene Bunker für zwei flankierend wirkende Geschütze und neue Bunker R671 für vier 10,5-cm-SK C/32 U in Lafette C/32 oder C/36 gebaut, die ab 1944 einsatzbereit waren.
Zur Flugabwehr standen der Batterie 1944 fünf eigene leichte beziehungsweise mittlere Geschütze zur Verfügung. Deutsche Verluste durch Luftangriffe auf die Batterie sind nicht bekannt geworden.
Neben mehreren 4-cm-Bofors innerhalb der Anlage, wird auf dem Rundweg ein 2-cm-Flak 28 Oerlikon in Sockellafette, eine 2-cm-Flak 28 Oerlikon in Dreibein-Laffette gezeigt und jenseits des Rundweg steht eine 3,7-cm-Flak 36 in einer modifizierten offenen Ringlafette für ein 120-mm-Geschütz.
Indirekte Bewaffnung war ein 200-cm-Suchscheinwerfer, der heute abseits des Weges im Gelände zu erkennen ist.

### Beschreibung der Anlage
Der Haupteingang der Batterie lag seeseitig und hatte neben einem betonierten Unterstand für den Posten auch der gegenüberliegenden nördlichen Seite einen Aufenthaltsraum für die Wachen. Die Einfahrt führte zum zentralen Platz der Batterie auf dem der Morgenappell durchgeführt wurde. Etwas südlich der Auffahrt und des Exerzierplatz, auf dem Kamm der Dünen, war 1936 von Baron Robert Goffinet, einem königlichen Berater und Freund von Prinz Karl ein Neubau in der Art eines Fischerhauses errichtet worden. Dieses Gebäude diente dem Kommandanten der Batterie, Robert Koppe, als Wohngebäude.
Auf der Fläche des ehemaligen Exerzierplatz wird im Museum eine umfassende Auswahl der im Atlantikwall üblichen Strandhindernisse präsentiert, die im Vorfeld der deutschen Küstenbefestigungen zur Abwehr möglicher Landungen mit Schiffen, Landungsbooten oder sonstigen Fahrzeugen die in der Lage sein könnten den Strand zu erreichen installiert wurden. Diese waren teilweise mit Sprengkörpern versehen oder sollten Fahrzeuge an der Weiterfahrt hindern oder diese beschädigen.
Zahlreiche teils gut erhaltene und begehbare unterirdische Gänge verbinden die einzelnen Anlagenteile.

### Besatzung der Batterie
Die Besatzung der Batterie bestand aus einem Offizier, dem Kommandanten, zwanzig Unteroffizieren und ca. 100 Mannschaftsdienstgraden. Auch acht freiwillige Soldaten, die aus den Reihen der sowjetischen Kriegsgefangenen rekrutiert worden waren, sogenannte Osttruppen, gehörten zur Besatzung.

### Geschichte
Ende 1941 wurde erkennbar, dass der Angriffskrieg der deutschen Streitkräfte gegen die Sowjetunion, das Unternehmen Barbarossa, deutlich anders verlief als geplant und die großen Verluste der deutschen Streitkräfte auf dem östlichen Kriegsschauplatz die Verlegung deutscher Truppen aus den westlichen Besatzungsgebieten einen stärkeren Ausbau der Stellungen am Atlantik erforderte. Ende August 1942 begann ein groß angelegtes Ausbauprogramm der deutschen Stellungen zum „Atlantikwall“. Die alliierte Operation Jubilee, eine Landungsoperation von Commonwealth Truppen im Raum Dieppe, die eigentlich als Test für eine Landung auf dem europäischen Festland dienen sollte, und die noch Aufklärungsergebnisse zum Entwicklungsstand der Radartechnik im Deutschen Reich liefern sollte, schlug fehl, doch es wurde eine Küstenbatterie von kanadischen Commando-Soldaten ausgeschaltet.
Ab 1943 wurde die Luftbedrohung durch die alliierten Streitkräfte zunehmend größer und die großen Geschütze wurden auf Kosten eines sehr verringerten Seitenrichbereichs durch den Einbau in Betonbunker mit einer dicken Stahlbetondecke geschützt.
Im Frühjahr 1944 wurde ein Programm zur weiteren Steigerung der Abwehrleistung der deutschen Befestigungen in Frankreich und den sonstigen Anlagen des Atlantikwalls durch Rommel in Auftrag gegeben. Eine weitere massive Aufrüstung mit Strandhindernissen im Vorfeld der Batteriestellung in den Dünen südlich von Oostende erfolgte.

### Offizielle Besuche
Im November 1942 wurde zu Propaganda-Zwecken eine Rundreise für Journalisten und Literaturschaffende organisiert, die auch die Batterie Saltzwedel Neu besuchten.
Im Jahr 1943 kam es zu einer Stippvisite des deutschen Marinebefehlshabers Karl Dönitz.
Bei seinen Inspektionsreisen des Atlantikwalls besuchte Feldmarschall Erwin Rommel im Dezember 1943 die Batterie und inspizierte die Anlage.